# Fungia spinifer
Fungia spinifer là một loài san hô trong họ Fungiidae. Loài này được Claereboudt & Hoeksema mô tả khoa học năm 1987.